# Брячислав Изяславич
Брячисла́в Изясла́вич (ок. 997, Полоцк — 1044, Полоцк) — князь Полоцкий в 1003—1044 годах.

## Биография

### Происхождение
Брячислав — сын Изяслава Владимировича Полоцкого (умер в 1001); имя его матери неизвестно. У Брячислава был брат Всеслав, умерший ещё ребёнком в 1003 году. Н. А. Баумгартен и О. М. Рапов считали Брячислава младшим сыном Изяслава Владимировича.

### Правление
В детстве наследовал Полоцкое княжество, а после смерти деда Владимира Святославича в 1015 году, по «житию» Святого Владимира, и Луцк. В летописном рассказе об усобице Владимировичей в 1015—1019 годах не упоминается, военные действия происходили в это время в стороне от владений Брячислава.
В 1021 году совершил внезапное нападение на Новгород, и на обратном пути, нагруженный награбленной добычей, был настигнут Ярославом на реке Судоме, после битвы бежал, оставя пленных и добычу победителю. Ярослав назначил ему в удел два города Усвят и Витебск, тем самым Брячислав стал контролировать участок торгового пути «Из варяг в греки». Несмотря на этот мир, военные действия между дядей и племянником не прекращались: последний «вся дни живота своего», как сказано в летописи, продолжал воевать с Ярославом.
Расширил территорию Полоцкого княжества, присоединил земли между Западной Двиной и Десной, где основал город Брячиславль (Браслав) и ещё ряд пограничных укреплений. Умер в Полоцке, в 1044 году.
Совершенно иную картину рисует «Сага об Эймунде», записанная в XIII веке, согласно которой после победы над Святополком, в 1020 году Ярослав начал требовать земли у «Вартилав» (часть исследователей считает, что под этим именем фигурирует Брячислав, часть называет других персонажей), «Вартилав» отверг претензии Ярослава и вышел с войском к границе. Для ведения войны Ярослав послал к войскам Ингигерду, которую захватили и привели в ставку «Вартилава». Ингигерда была вынуждена выступить миротворцем. Условия мирного договора по саге выглядят следующим образом: Киев достаётся «Вартилаву», Ярослав остаётся в Новгороде, но при этом признаётся «конунгом над Гардарики», а Полоцк передаётся в управление командиру варяжского наемного отряда Эймунду. Через три года «Вартилав» будто бы умирает, и его владения переходят к Ярославу. Показания саги выглядят совершенно фантастическими, и, чтобы как-то примирить их с русскими летописями, её исследователи предполагали, что Брячислав получил не титул князя киевского (тогда он, разумеется, стал бы и «конунгом над Гардарики»), а стал наместником Ярослава в Киеве с правом на «дани и поборы» (О. И. Сенковский). То же положение мог занимать и Эймунд в Полоцке (М. Б. Свердлов), либо же ему была дана в удел только часть полоцкой земли (О. И. Сенковский, А. П. Сапунов). Высказывалось также мнение, что условия реального договора были искажены автором или пересказчиками саги с целью возвеличить Эймунда и «передать» ему Полоцк. Брячислава в результате пришлось «переселить» в Киев (А. И. Лященко). Однако следует иметь в виду, что сага об Эймунде вообще крайне сомнительный источник по истории Руси, и существует версия что ее герой - вымышленный персонаж.
Брячислав Изяславич, как и все полоцкие князья, не признавал власти Киева. Тем не менее, под 1068 годом упоминается двор Брячислава в Киеве. В киевском соборе св. Софии имеется также граффити, предположительно интерпретируемая как княжеский знак Брячислава. Если это так, то каменный собор, вероятно, был возведён до смерти этого князя.
Личным знаком Брячислава Изяславича считается изображение трезубца с крестообразной вершиной центрального зубца и ножкой, которая опирается на крест. Трезубец подобен княжескому знаку его отца, Изяслава Владимировича, и дополнен крестом в основании. Знак сохранился также на рукояти из археологических раскопок Измерского поселения X—XI в. (Спасский район, Татарстан, Россия).

### Брак и дети
Имя его жены неизвестно. Ипатьевская летопись косвенно упоминает её в 1044 году, будто она в своё время родила князю сына Всеслава «от колдовства». Дети:
- Всеслав Брячиславич (ок. 1029—1101), князь полоцкий с 1044, великий князь Киевский в 1068—1069[9][10]